# 鄧麗思
鄧麗思（Liz Tung Lai See ，1967年2月13日—），馬來西亞資深電台廣播人、廣告配音員、寫作人、出版人。1991年至2003年，先後在馬來西亞《麗的呼聲》及《麗的FM》（後更名為988電台）當廣播人及高級節目策劃。

## 個人背景
鄧麗思生於馬來西亞雪蘭莪州加影小鎮，家中有8個兄弟姐妹，排行最小。1996年與莫順宗結婚，育有2女1男。
在加影育華小學接受教育，中學時先後在加影育華中學及吉隆坡聖約翰書院就讀。1991年畢業於馬來亞大學中文系（學士論文《小山詞探微》），1999年考獲馬來亞大學中文系碩士學位（硕士論文《王維詩歌美學》） 。2015年取得中小學國際漢語教師資格證書。
在1991年參加麗的商台DJ訓練班受訓為廣播人，1996年加入馬來西亞首個私營無線電台《麗的FM》，成为創台首批廣播人。1998年8月出版《把話說開》散文集。
2003年離開988電台，經營學而出版社，寫作及廣告配音。2007/2008年，出任新紀元學院媒體研究系兼任講師。在2019年擔任新紀元大學學院原創歌曲集《起飛》監製。
2019年5月，參與星洲日報“希望閱讀計劃”，走入校園為學生導讀書本，2020年參與星洲日報《星星學堂》聲音演繹文章。2023年出任新紀元校園原創歌曲集《起飛2.0——青春大作》監製。
2024年12月合著及主编《Pembelajaran Bahasa Mandarin : untuk bukan penutur jati = Easy Learning Mandarin Chinese : for non-native speakers》。

## 節目主持
| 年份                                       | 電台              | 廣播時間                | 節目                   | 備註                                                  |
| ------------------------------------------ | ----------------- | ----------------------- | ---------------------- | ----------------------------------------------------- |
| 1991年-1996年                              | 麗的呼聲          |                         |                        |                                                       |
| 1996年5月24日 1997年11月30日               | 麗的FM（988電台） | 星期二下午1時至3時      | 《這個年代真好玩》     |                                                       |
|                                            |                   | 星期三晚上8時至11時     | 《膽大心細雙子星》     | 與李觀發搭檔特寫創作風單元 分享本地音樂創作           |
|                                            |                   | 星期日晚上11時至凌晨2時 | 《咖啡、棉被、不設防》 | 單元：睡前小說、音樂丘比特 留給時間的音符、透視左心房 |
| 1997年12月1日（24小時廣播） 1999年7月11日  |                   | 星期一下午5時至8時      | 《金時金日》           | 與紀展雄搭檔                                          |
|                                            |                   | 星期二下午2時至5時      | 《這個年代真好玩》     | 單元：CD調味盤、李宗盛音樂人                          |
|                                            |                   | 星期三晚上8時至11時     | 《膽大心細雙子星》     | 與李觀發主持特寫創作風單元 分享本地音樂創造           |
|                                            |                   | 星期六下午5時至8時      | 《金時金日》           | 與陳德明搭檔                                          |
|                                            |                   | 星期日晚上11時至凌晨2時 | 《咖啡、棉被、不設防》 | 單元：睡前小說、音樂丘比特 留給時間的音符、透視左心房 |
| 1999年7月12日（電台調整節目） 2000年6月8日 |                   | 星期四晚上11時至1時     | 《心情指數》           | 單元：睡前小說、留給時間的音符                        |
| 1999年8月30日 2000年6月                    |                   | 星期日早上9時至10時     | 《十九樓書房》         | 單元：推開歷史的門、排行榜、新書上架                  |
| 2000年12月1日 2003年                       |                   | 星期六下午1時至4時      | 《唱亞洲》             | 與中港台及新加坡電台廣播人合作享當地流行音樂榜        |
|                                            |                   | 星期日早上9時至10時     | 《星期天樂翻天》       | 與洪秀琴搭檔，分享家庭育兒話題                        |
| 2001年3月16日 2003年                       |                   | 星期五晚上11時至凌晨2時 | 《五夜場》             | 單元：睡前小說，留給時間的音符                        |
| 2001年8月15日 2003年                       |                   | 星期三晚上11時至凌晨2時 | 《夜未央》             | 單元：New Age 音樂                                    |

## 文學作品
| 年份      | 作品                                                                                                 | 備註                                            |
| 1989年    | 散文《就縱容她今生愛琴》                                                                             | 收錄在馬大中文系散文合集《只在此山中》          |
| 1998年8月 | 散文集《把話說開》                                                                                   | 1998年9月大馬中文書銷售排行榜冠軍               |
| 2002年    | 微型小說《回家》                                                                                     | 馬來亞南洋大學校友會第8屆微型小說徵文比賽第一名 |
| 2004年    | 微型小說《意外》                                                                                     | 馬來亞南洋大學校友會第9屆微型小說徵文比賽第三名 |
| 2005年    | 散文《寫給母親》                                                                                     | 第五屆莊玉霖局紳孝親敬老征文賽公開組第二名      |
| 2008年    | 極短篇《生日快樂》                                                                                   | 第一屆馬來西亞星雲文學獎公開組入圍獎            |
| 2012年    | 微型小說《聽，清真寺在歌唱》                                                                         | 收錄在《歸雁：東南亞華文女作家選集》            |
| 2014年    | 微型小說《拴 》及 《何家仁教授的春天》                                                               | 收錄在《回家：馬來西亞華文微型小說選》          |
| 2019年    | 6篇微型小說 《燈火闌珊處》、《蘋果綠》、 《第三只眼》、《視而不見》、 《福如東海》、《那一棵玉蘭樹》 | 收錄在《星洲日報》副刊                          |

## 空中語錄
- 做任何事情都必须扪着良心，问自己是否做得对。如果做得好，要做得更好；如果做得对，就要守住底线，维持社会真正的规则。对我来说，不管是自媒体还是现在的电台，器材和技术的改变都只有帮助我们做得越来越好。我们应该要对得起社会文明的发现和研发，善用这些好工具，创作出对得起这个时代的内容。（2025月30日，新纪元《新鲜事集》）

- 我们常以为所有的美好只出现在电影电视里，事实上我们都拥有这些美好，只是没有发现，就像每天太阳都对每个人不吝啬，空气也让我们能呼吸到。我们不是全无优势，可能需要自我寻找。即便是别人觉得最像螺丝钉的家庭主妇，她也有其特别之处。煮好三餐温饱丈夫孩子，让他们无后顾之忧在职场学业上有很好表现，这摇篮的手，拿握锅铲的手也能撼动世界。（2021年8月8日，心愿FM《欣赏与生活》）

- 海上生明月，天涯共此時。不管我們彼此相隔多遠，只要我們同一時間做同一件事，其實彼此是沒有距離的。接下來，我會好好過每一天，每一天都為更好的明天而努力，希望你也一样，每一天都為自己加油。你要知道，你在用功時，我也在用功；你努力時，我也在努力。即使我們天各一方，希望你可以感受到我常常給你加油。（2016年5月19日，《八十malam之听不下去》）

- 當我們越來越有能力的時候，年紀漸長的父母相對越來越沒有能力，漸漸到了退休年齡。雖然他們可能有積蓄，但他們花很多錢在我們身上，又要照顧整個家。我們量力而為，給父母家用，過去他們照顧我們，現在是我們照顧他們了。（2001年9月19日，《夜未央05》（北野武與母親））

- 有時候，我們以為送東西給父母是一件很普通的事，父母沒有很慎重其事將它戴上，隨便收著。事實上，我們送的東西，對他們像寶一樣珍貴。（2001年8月15日，《夜未央》第一期（媽媽的衣櫃）

- 很想對父母健在的朋友說，如果有時間的話，請多跟父母在一起，你的遺憾會更少。（2001年8月10日，《五夜場》第18期（一碗湯麵的故事））

- 人，最大的敵人或必須超越的對象，是過去的自己。如果你真的要有超越的對象，對象可能是個偉大的人，但絶對不是我。這對象像是一種理想，就像天上的星星能讓你看見，但它的光和熱沒辦法溫暖你。唯有在大海茫然漆黑一片時，我們必須仰望它，因為只有這些星星，能讓我們朝著對的地方前進。（2001年6月22日，《五夜場》第13期）

- 人在某段時間會瘋狂做些事或有著特定嗜好，一段日子後懷念起自己沒有了當初的熱情。這不是壞事，至少這時候你的心緒已經沉澱下來。最重要是不管任何年齡，做任何事都要對自己負責。只要知道自己在做什麼，那你就去做吧。（2001年5月11日，《五夜場》第9期）

- 我想，如果我們只喜歡聽過去，是沒辦法發現前面風景有多漂亮。我們應該期待未來還有更多可能，前方還有很多宜人風景等著我們。（2001年5月4日，《五夜場》第8期）

- 不管用什麼方式作畫或創作，作品都有它獨自的生命。像梵谷作品有很強生命力，有生之年沒人發現他的成就，他在精神病院療養很長時間，直到死後作品才廣為流傳，成為經典。這又有什麼關係呢，倘若我們在創作過程自己得到快樂，過程中能表達自己的情感及梳理自己的思想，應該是人生很滿足的事情，畢竟不是每個人能有管道發洩自己心裡的想法，所以懂得創作的人是幸運的。（2001年4月20日，《五夜場》第6期）

- 人有很多的怨，每次怨這個怨那個怨別人，好像給自己找很多的藉口。當你知道一切不可以怨，一切要面對現實，看清你現實所擁有的牌理，你怎樣打得最好的一副牌，才是最重要的。（2000年6月8日，《心情指數》最後一期）

- 其實，每個人都需要有和自己獨處的時間，讓心靈能夠空出來，沒有其他雜質，可以自由的呼吸。（1999年9月30日，《心情指數》）

- 看過一些老人家，他們很豁達，可以原諒他們的敵人，可以把生死看得那麼淡，為什麼會如此？這是生活經歷和歷練，只有這樣的人才能活得坦然。年級越大，懂得懺悔、反省及原諒別人，心靈才能漸漸舒坦開來及自由。（1999年8月26日，《心情指數》）

- 有些智慧是從平常閲讀書本中得來，有的從別人談話中分析及深化後而得到智慧。智慧很重要，它給予我們力量，讓我們在無助的時候可以跨過去。（1999年6月6日，《咖啡棉被不設防》）

- 我們常為一些很有成績的人歡呼，但是我覺得應該給那些自己遇到挫折後還可以爬起來，更知道自己下來方向怎麼走的人最大聲的鼓掌。（1999年4月25日，《咖啡棉被不設防》）

- 我常常做很多事情都是如此，一開始很沖，接著會停下來。在很多活動都沉寂下來，不希望重複自己。暫時只想做個隱居者，讓我能回頭望這段時間所作的事，未來的路該怎麼走，生活有很多東西值得努力。（1999年4月4日，《咖啡棉被不設防》）

- 一個國家前途是掌握在領袖及人民手裡，如果領袖貪圖享樂，人民生活放蕩及士氣低落，國家很快走向滅亡。晉朝，就是很好的例子。（1999年3月21日，《19樓書房》第27期（朝代：晉朝））

- 每個人心裡都有一朵蓮花，記得我們心要柔軟，像蓮花永遠綻放。（1999年2月28日，《咖啡棉被不設防》）

- 也許事情是嚴重，不過當你一再認定它很嚴重，會把自己逼到死角。你要學會告訴自己，事情並非想像中嚴重，要試著給自己一條活路。（1999年1月24日，《咖啡棉被不設防》）

- 人不管到30、40、50歲，漸漸老去，也是漸漸成長，慢慢適應著。這路程有很多東西要學習，必須面對和經歷。儘管成長再辛苦，但我們也要堅持去面對。（1999年1月3日，《咖啡棉被不設防》）

- 人可以灰了頭髮，但不可以灰了心。（1998年11月15日，《咖啡棉被不設防》）

- 做人做任何事情都要很認真。土木工程師若不認真，世界上會有穩固的建築物？生產商若不認真，日常用品是否有好品質呢? 如果我們要在未來的日子，或許可為世界留下一點東西，那我們每走一步都要非常認真，認真地要求自己。（1998年11月15日，《咖啡棉被不設防》）

- 希望所有考試的朋友，不到最後一分鐘千萬不要放棄，所謂最後分鐘是在考場停筆交試卷的那一刻。(1998年11月1日，《咖啡棉被不設防》）

- 愛一個人，包含著更多的東西。當你可以開口對一個人說“我愛你”時，愛就包含著責任。你要對這個人付出責任，他的任何事情你都能夠扛得起來，那你才可以有資格說“愛”字。（1998年10月11日，《咖啡棉被不設防》）

- 人生因為有夢想而偉大，否則就沒有飛機在天上飛。能夠用自己鍾愛的文字堆砌一座城堡，雖過程蠻艱辛，卻是值得的。（1998年9月20日，《咖啡棉被不設防》）

- 因為我們懂得生命的脆弱，知道生命的短暫，更知道死亡的威脅，所以我們更加的珍惜，珍惜所擁有的，發揮所可以的。 （1998年7月20日，《咖啡棉被不設防》）

- 有時音樂未必在我們的耳邊，而是在我們心裡。（1998年4月13日，《留給時間的音符》）

## 外部連結
- 鄧麗思個人臉書戶口
- 鄧麗思·思房旅圖 （页面存档备份，存于） 個人部落格
- 鄧麗思咖啡家族五夜場（麗的/988廣播人）粉絲專頁
- 鄧麗思《咖啡、棉被、不設防》 （页面存档备份，存于）舊音檔部落格